# Lista premiilor și nominalizărilor primite de Amy Winehouse

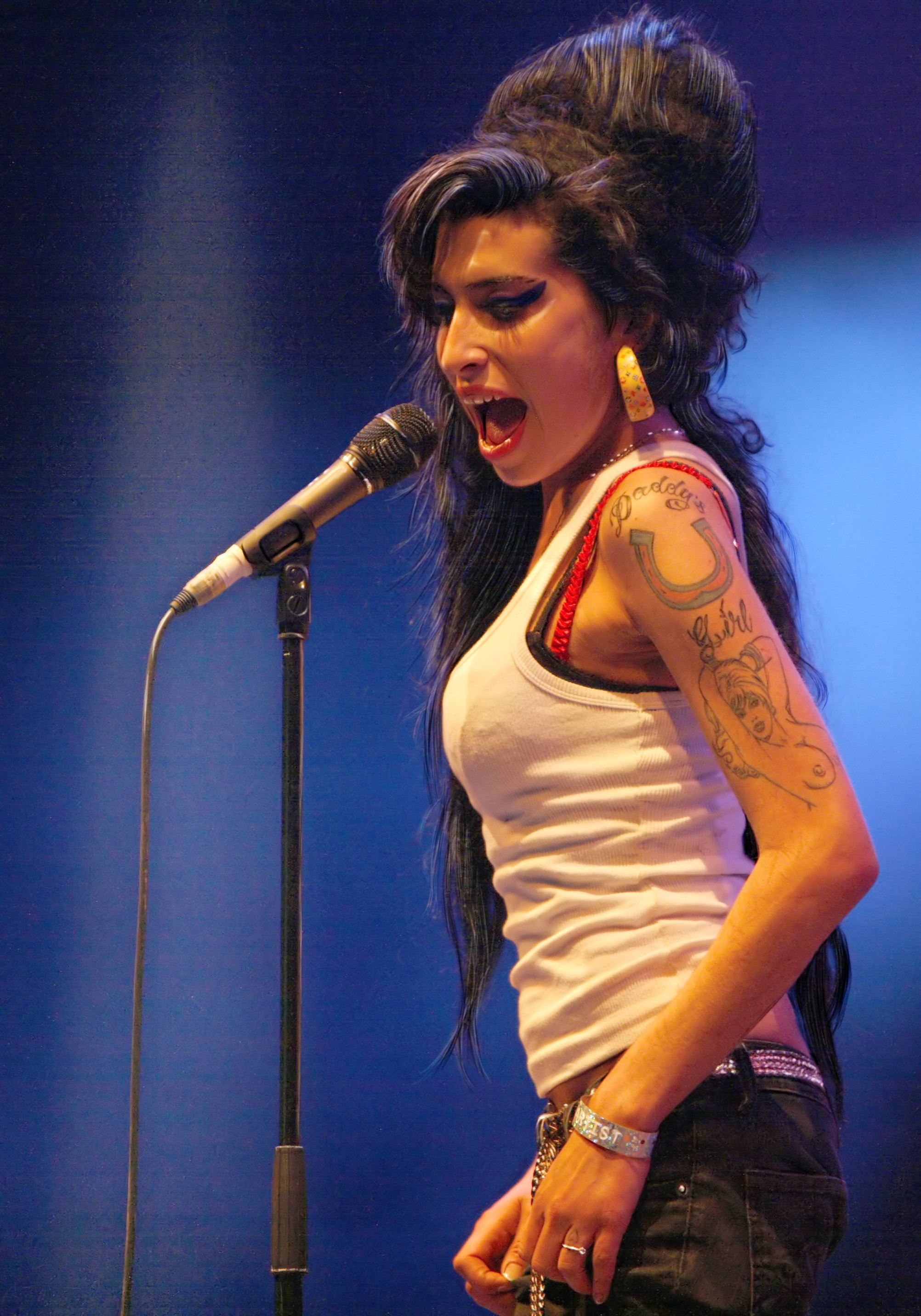
Pe parcursul unei cariere de opt ani Amy Winehouse a câștigat 23 de premii și 35 de nominalizări cu recunoaștere internațională.

Aceasta este o listă ce conține premiile și nominalizările interpretei britanice de muzică soul, jazz și R&B Amy Winehouse (n. 1983 — d. 2011).
| Premiile Grammy              |                                          |                                                        |              |
| 2008                         | —                                        | „Debutantul anului”                                    | Câștigat     |
| 2008                         | „Rehab”                                  | „Înregistrarea anului”                                 | Câștigat     |
| 2008                         | „Rehab”                                  | „Cântecul anului”                                      | Câștigat     |
| 2008                         | „Rehab”                                  | „Cea mai bună cântăreață pop”                          | Câștigat     |
| 2008                         | Back to Black                            | „Cel mai bun album pop”                                | Câștigat     |
| 2008                         | Back to Black                            | „Albumul anului”                                       | Nominalizare |
| Premiile BRIT                |                                          |                                                        |              |
| 2004                         | —                                        | „Cea mai bună interpretă britanică”                    | Nominalizare |
| 2004                         | —                                        | „Cel mai bun cântăreț R&B”                             | Nominalizare |
| 2007                         | —                                        | „Cea mai bună interpretă britanică”                    | Câștigat     |
| 2007                         | Back to Black                            | „Albumul anului”                                       | Nominalizare |
| 2008                         | „Valerie”                                | „Cel mai bun disc single”                              | Nominalizare |
| Premiile ECHO                |                                          |                                                        |              |
| 2008                         | —                                        | „Cea mai bună interpretă rock/pop”                     | Nominalizare |
| 2009                         | —                                        | „Cea mai bună interpretă rock/pop”                     | Câștigat     |
| 2009                         | Back to Black                            | „Albumul anului”                                       | Câștigat     |
| Premiile ELLE Syle           |                                          |                                                        |              |
| 2007                         | —                                        | „Cea mai bună interpretă britanică”                    | Câștigat     |
| Premiile Ivor Novello        |                                          |                                                        |              |
| 2004                         | „Stronger Than Me”                       | „Cea mai bună compoziție contemporană, muzică și text” | Câștigat     |
| 2007                         | „Rehab”                                  | „Cea mai bună compoziție contemporană”                 | Câștigat     |
| 2008                         | „Rehab”                                  | „Cel mai de succes cântec”                             | Nominalizare |
| 2008                         | „You Know I'm No Good”                   | „Cea mai bună compoziție”                              | Nominalizare |
| 2008                         | „Love Is a Losing Game”                  | „Cea mai bună compoziție”                              | Câștigat     |
| Premiul Mercury              |                                          |                                                        |              |
| 2004                         | Frank                                    | Albumul anului                                         | Nominalizare |
| 2007                         | Back to Black                            | Albumul anului                                         | Nominalizare |
| Premiile Meteor Music        |                                          |                                                        |              |
| 2008                         | —                                        | „Cea mai bună cântăreață pe plan internațional”        | Câștigat     |
| Premiile MOBO                |                                          |                                                        |              |
| 2004                         | —                                        | „Cel mai bun interpret de muzică jazz”                 | Nominalizare |
| 2004                         | —                                        | „Cel mai bun interpret britanic”                       | Nominalizare |
| 2007                         | —                                        | „Cea mai bună cântăreață britanică”                    | Câștigat     |
| 2007                         | „Rehab”                                  | „Cântecul anului”                                      | Nominalizare |
| 2007                         | „Back to Black”                          | „Videoclipul anului”                                   | Nominalizare |
| Premiile MOJO                |                                          |                                                        |              |
| 2007                         | —                                        | „Debutantul anului”                                    | Nominalizare |
| 2007                         | Back to Black                            | „Albumul anului”                                       | Nominalizare |
| 2007                         | „Rehab”                                  | „Cântecul anului”                                      | Câștigat     |
| MTV Europe Music Awards      |                                          |                                                        |              |
| 2007                         | Back to Black                            | „Albumul anului”                                       | Nominalizare |
| 2007                         | „Rehab”                                  | „Cel mai captivant cântec”                             | Nominalizare |
| 2007                         | —                                        | „Alegerea artiștilor”                                  | Câștigat     |
| 2008                         | —                                        | „Artistul anului”                                      | Nominalizare |
| MTV Video Music Awards       |                                          |                                                        |              |
| 2007                         | —                                        | „Cântăreața anului”                                    | Nominalizare |
| 2007                         | —                                        | „Cel mai bun debutant”                                 | Nominalizare |
| 2007                         | „Rehab”                                  | „Videoclipul anului”                                   | Nominalizare |
| Premiile NME                 |                                          |                                                        |              |
| 2008                         | —                                        | „Cel mai bun cântăreț solo”                            | Nominalizare |
| 2008                         | —                                        | „Interpretul anului”                                   | Nominalizare |
| 2008                         | —                                        | „Cea mai proastă vestimentație”                        | Câștigat     |
| 2008                         | I Told You I Was Trouble: Live in London | „Cel mai bun DVD muzical”                              | Nominalizare |
| 2009                         | —                                        | „Interpretul anului”                                   | Nominalizare |
| 2009                         | —                                        | „Cea mai proastă vestimentație”                        | Câștigat     |
| Premiile NRJ                 |                                          |                                                        |              |
| 2008                         | —                                        | „Relevația anului”                                     | Nominalizare |
| 2008                         | Back to Black                            | „Albumul anului”                                       | Nominalizare |
| Popjustice £20 Music Prize   |                                          |                                                        |              |
| 2007                         | „Rehab”                                  | „Cel mai bun cântec britanic”                          | Câștigat     |
| Premios 40 Principales       |                                          |                                                        |              |
| 2008                         | „Rehab”                                  | „Cel mai bun cântec britanic internațional”            | Nominalizare |
| Premiile Q                   |                                          |                                                        |              |
| 2007                         | Back to Black                            | „Cel mai bun album”                                    | Câștigat     |
| Premiile Teen Choice         |                                          |                                                        |              |
| 2007                         | —                                        | „Debutanta anului”                                     | Nominalizare |
| Premiile Urban Music         |                                          |                                                        |              |
| 2008                         | —                                        | „Cel mai bun cântăreț neo-soul”                        | Câștigat     |
| 2009                         | —                                        | „Cântăreața anului”                                    | Nominalizare |
| Premiile Vibe                |                                          |                                                        |              |
| 2007                         | —                                        | „Debutantul anului”                                    | Nominalizare |
| Premiile Vodafone Live Music |                                          |                                                        |              |
| 2007                         | —                                        | „Cântăreața anului”                                    | Câștigat     |
| 2008                         | —                                        | „Cântăreața anului”                                    | Nominalizare |
| Premiile Muzicale Mondiale   |                                          |                                                        |              |
| 2007                         | —                                        | „Cel mai de succes debutant”                           | Nominalizare |
| 2007                         | —                                        | „Cel mai de succes cântăreață pop/rock”                | Nominalizare |
| 2008                         | —                                        | „Cel mai de succes cântăreață pop/rock”                | Câștigat     |